# Rohkakao
Als Rohkakao bezeichnet man allgemein rohe Kakaobohnen, die Samen der Früchte des Kakaobaums. Als Handelsware sind sie üblicherweise fermentiert. Weitere übliche Bearbeitungsverfahren sind die Behandlung mit Wasserdampf und anschließender Trocknung zur leichteren Trennung der Kerne von Schalen, Häutchen und Keimen wie zur Debakterisierung. Ebenso ist das Rösten der Kakaobohnen üblich, welche danach ebenso als Rohkakao bezeichnet werden.